# Marco Rangl
Marco Rangl (Eisenstadt, 7 de mayo de 1990) es un deportista austríaco que compite en bobsleigh. Ganó una medalla de plata en el Campeonato Europeo de Bobsleigh de 2016, en la prueba cuádruple.

## Palmarés internacional
| Campeonato Europeo | Campeonato Europeo   | Campeonato Europeo | Campeonato Europeo |
| Año                | Lugar                | Medalla            | Prueba             |
| ------------------ | -------------------- | ------------------ | ------------------ |
| 2016               | Sankt Moritz (Suiza) | Medalla de plata   | Cuádruple          |